# Belair
Belair Airlines AG, що діє як Belair, — колишня швейцарська авіакомпанія зі штаб-квартирою в місті Опфікон, що працювала у сфері регулярних пасажирських перевезень аеропортів країни і за її межами. Була дочірнім підприємством німецької авіакомпанії Air Berlin. Припинила діяльність 28 жовтня 2017
Портом приписки перевізника і його головним транзитним вузлом (хабом) є аеропорт Цюриха, як ще один хаб використовується аеропорт Базеля.

## Історія

### 1925 рік, початок діяльності Balair
Авіакомпанія Basler Aviation AG (Balair) була заснована в 1925 році в Базелі бізнесменом Бальцом Ціммерманом. Назва компанії походить від французької назви Базеля (фр. Bâle). Першими маршрутами перевізника стали рейси між Базелем, Фрайбург і Мангеймом. У 1929 році порт приписки авіакомпанії став найбільшим комерційним аеропортом Швейцарії, звідки Balair виконувала прямі рейси в Цюрих, Женеву, Ліон, Карлсруе і Франкфурт-на-Майні. У зв'язку з глобальною економічною кризою 1 січня 1931 року Balair об'єдналася з іншим швейцарським перевізником Ad Astra Aero (порт приписки Цюрих) з утворенням великого перевізника Swissair зі штаб-квартирою в Цюриху.
До моменту об'єднання Balair перевезла 18 тисяч пасажирів, 320 тонн вантажів і 143 тонни поштових відправлень. Авіакомпанія виконувала рейси головним чином у літній період, отримуючи регулярні субсидії уряду на поштові перевезення.

### 1950-1980-ті роки

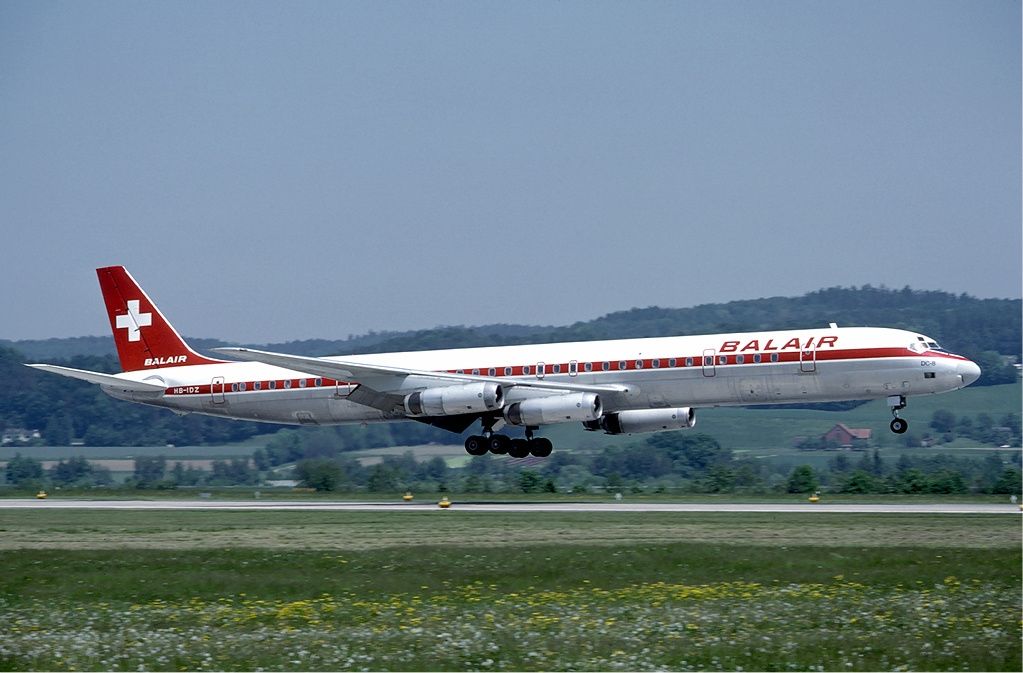
Douglas DC-8 авіакомпанії Balair в аеропорту Цюриха (1985 рік)

5 жовтня 1952 року жителі Базеля проголосували за відтворення авіакомпанії Balair, що і відбулося в січні наступного року. Президентом компанії був обраний Ганс Петер Щудін.
На першому етапі Balair зосередилася на надання послуг з ремонту і технічного обслуговування літаків за контрактом з Swissair, а також на навчально-тренувальній діяльності для підготовки пілотів інших авіакомпаній.
У 1957 році Balair відкрила перші чартерні рейси на двох літаках Vickers 610 Viking. Два роки потому Swissair придбала 40 % власності перевізника і передала йому в лізинг два лайнери DC-4.
У період Громадянської війни в Нігерії з 1967 по 1971 роки Balair забезпечувала перевезення гуманітарних місій Республіки Біафра, в тому числі на літаках C-97 Stratocruiser.
У 1979 році флот авіакомпанії поповнився широкофюзеляжним лайнером DC-10 (реєстраційний HB-IHK), одночасно з експлуатації стали виводитися застарілі DC-6, DC-9 і два DC-8.

### 1990-ті роки
До 1993 році всі чартерні перевезення Balair здійснювалися під торговою маркою Swissair. Штаб-квартира управління авіакомпанією перебувала в Женеві, департамент бухобліку — у Базелі, операційний підрозділ — у Цюриху. Незважаючи на проведені в цьому періоді масові реструктуризації діяльності і звільнення співробітників обох авіакомпаній, фінансовий результат протягом кількох років був позитивним. У 1995 році Balair припинила виконання комерційних перевезень, всі ближньомагістральні маршрути виконувалися авіакомпанією Crossair, далекомагістральні — авіакомпанією Swissair. 1 листопада 1997 року Balair відновила чартерні пасажирські перевезення під брендом і від імені Swissair.

### Початок 2000-х років: від Balair до Belair

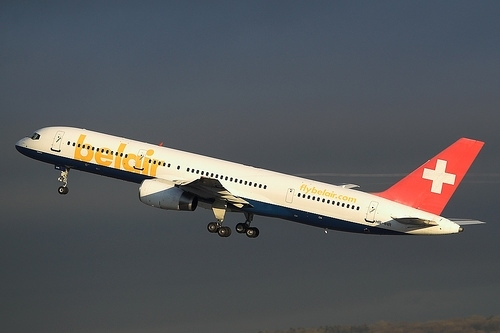
Boeing 757-200 авіакомпанії Belair, початок 2007 року

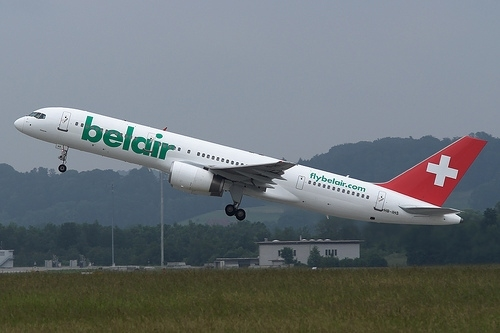
Boeing 757-200 авіакомпанії Belair у новій розфарбуванні, середина 2007 року

Восени 2001 року стало очевидним швидке банкрутство авіахолдингу Group SAir з основною авіакомпанією Swissair і його підрозділами, включаючи чартерного перевізника Belair. Після консультацій з ритейлинговою швейцарською корпорацією Migros було прийнято рішення про створення нової чартерної авіакомпанії Belair Airlines, яка була зареєстрована в реєстрі комерційних підприємств країни 16 жовтня 2001 року. Компанія отримала два лайнера Boeing 757, штат співробітників на початковому етапі становив 120 осіб.
Після отримання всіх необхідних документів, включаючи сертифікат експлуатанта від влади країни, у листопаді 2001 року авіакомпанія запустила перші маршрути з Цюриха в аеропорти країн Середземномор'я та північної частини Африки. Через деякий час до флоту з двох Boeing 757 додався взятий в оренду далекомагістральний лайнер Boeing 767.
1 листопада 2007 року німецька авіакомпанія Air Berlin придбала 49 % власності Belair Airlines, що дозволило істотно посилити позицію компанії на ринку чартерних туристичних авіаперевезень в Швейцарії. Два літаки Boeing 757-200ER при цьому були перефарбовані у кольори Air Berlin.

## Маршрутна мережа
У серпні 2013 року маршрутна мережа авіакомпанії Belair охоплювала наступні пункти призначення.

### Африка
Єгипет
- Хургада — міжнародний аеропорт Хургада
- Марса-ель-Алам — міжнародний аеропорт Марса-ель-Алам
- Шарм-еш-Шейх — міжнародний аеропорт Шарм-ель-Шейх

- Джерба — міжнародний аеропорт Джерба — сезонний
- Енфіда — міжнародний аеропорт Хаммамет — сезонний

### Азія
Туреччина
- Анталья — аеропорт Анталія — сезонний

### Європа
Німеччина
- Берлін — аеропорт Тегель
- Дюссельдорф — міжнародний аеропорт Дюссельдорф

 Іспанія
- Пальма — аеропорт Пальма-де-Мальорка
- Аліканте — аеропорт Аліканте
- Лансароте — аеропорт Лансароте
- Фуертевентура — Фуертевентура аеропорт
- Ібіца — аеропорт Ібіца — сезонний
- Гран-Канарія — аеропорт Гран-Канарія
- Тенерифе — міжнародний аеропорт Тенерифе-Південний

 Греція
- Араксос — аеропорт Араксос — сезонний
- Іракліон — аеропорт Іракліон — сезонний
- Керкіра — міжнародний аеропорт Керкіра — сезонний
- Кос — аеропорт Кос — сезонний
- Родос — Міжнародний аеропорт Родос «Діагорас» — сезонний
- Самос — аеропорт Самос — сезонний
- Закінф — аеропорт Закінф — сезонний

 Італія
- Бріндізі — аеропорт Бріндізі — сезонний
- Катання — аеропорт Фонтанаросса
- Ламеція-Терме — аеропорт Ламеція-Терме — сезонний
- Ольбія — аеропорт Ольбія — сезонний
- Палермо — аеропорт Палермо — сезонний

 Мальта
- Мальта — аеропорт Мальти

 Косово
- Приштина — міжнародний аеропорт Приштина

 Португалія
- Фуншал — аеропорт Фуншал

 Швейцарія
- Базель — аеропорт Базель-Мюлуз-Фрайбург база
- Цюрих — аеропорт Цюриха база

## Флот
В кінці жовтень 2016 року повітряний флот авіакомпанії Belair складали наступні літаки: